# 4-羟苯丙酮酸
4-羟苯丙酮酸 (英語：4-Hydroxyphenylpyruvic acid，4-HPPA)是一种苯丙氨酸的代谢中间产物。苯丙氨酸的侧链被苯丙氨酸羟化酶羟化成为酪氨酸。酪氨酸再由酪氨酸转氨酶转化为4-羟苯丙酮酸。
4-羟苯丙酮酸同时也是伪枝藻素生物合成的前体物质。